# Galán Géza
Galán Géza, (Komárom, 1942. május 4. – Budapest, 2012. december 17.) színész, rendező.
Möckel Mónika, Litváková Erika, Galán Angéla filmrendező, televíziós műsorvezető, és Galán Géza J. filmrendező, műsorvezető édesapja, harmadik házasságból születtek hármasikrek: Galán Géla Lilla, Galán Zala, Galán Géza Lehel (2006).

## Életpályája
Első diplomáját a Pozsonyi Színművészeti Főiskola színész szakán szerezte 1963-ban, a másodikat Prágában, a dokumentumfilm-rendezői szakon 1974-ben. A révkomáromi Magyar Területi Színháznál, és a kassai Thália Színháznál játszott mint színész, és dolgozott rendezőként is. A Csehszlovák Rádió magyar adásának 1958-óta volt munkatársa, majd rendezője. 1975-től a budapesti 25. Színházba szerződött, majd ennek megszűnésével a Várszínház, Népszínház, majd a Néphadsereg Művészegyüttes, illetve a Jurta Színház tagja volt. 1986-tól Pozsonyban vállalkozóként dolgozott. TV-filmet készített Petőfi Sándorról, majd monodrámát: Petőfi percei... címmel, amelyet több, mint hatszáz alkalommal adott elő a világ különböző tájain. Játszott magyar filmekben (Veri az ördög a feleségét, R.: András Ferenc), és számos cseh és szlovák filmben is. 1988-ban alapította meg az első magánszínházat a Felvidéken, Zselízen (Szabad Téri Színház). 1990-ben Lehetőség címmel magánlapot adott ki. Szintén magánkiadásban CD-re mondta az ötven legszebb magyar verset. Petőfi monodrámáját DVD-n jelentette meg. Hét gyermek édesapja volt.

## Fontosabb szerepei
- Liliomfi (Szigligeti Ede);
- Rómeó (Shakespeare: Rómeó és Júlia);
- Marat (Arbuzov: Én szegény Maratom);
- Franz von Gerlach (Sartre: Altonai foglyok);

## Fontosabb rendezései
- Móricz Zsigmond: Úri muri - 1988, Piros bugyelláris - 1990;
- Mrożek: Sztriptíz - 1967.

## Filmjei
- Oly közel az éghez (1964) – vojín Jarda
- Csata a havasokban (1974)
- Magellán (1977; tévefilm) – Quesada
- Neró, a véres költő (1977; tévefilm) – Epaphroditus
- Veri az ördög a feleségét (1977) – Pap
- A néma dosszié (1977) – Helmuth Wolf
- Mednyánszky (1978; tévefilm) – Feszty
- Dögkeselyű (1982)
- Vadon (1989)
- Prekliaty sluzobník lásky (2000; tévefilm)

### Szinkronszerepei
| Év   | Cím           | Szereplő | Színész      | Szinkron év |
| ---- | ------------- | -------- | ------------ | ----------- |
| 1973 | A Sakál napja | Caron    | Derek Jacobi | 1981        |